# IRF1
 Регуляторный фактор интерферон 1  — белок, который у человека кодируется геном IRF1.

## Функция
Регуляторный фактор Интерферон 1 первым из членов семейства регуляторных факторов транскрипции (IRF) интерферона был идентифицирован. Сначала был описан, как фактор транскрипции, способный активировать экспрессию цитокинов интерферона бета, но впоследствии было выявлено, что IRF-1 может функционировать в качестве активатора транскрипции или репрессора различных генов-мишеней. IRF-1 регулирует экспрессию генов-мишеней путём связывания с интерфероном стимулирующих элементов ответа (ISRE) в своих промоторах . Белок IRF-1 связывается с ISRE через N-терминальные спираль-поворот-спираль ДНК-связывающие домены,, которые высоко консервативны среди всех белков IRF.
Также было выявлено, что помимо своей функции в качестве фактора транскрипции,  IRF-1 способен трансактивировать белок-супрессор опухолей р53 посредством его кофактора p300.
IRF-1, как было выявлено, играет роль в иммунных откликах, регулирующих апоптоз, повреждения ДНК и подавление опухолей.

## Регуляция
Было выявлено, что экстремальное С-окончание  IRF-1 регулирует способность активировать транскрипцию, нанотела, направленные в эту область (MF1) способны увеличивать активность IRF-1.

## Модельные организмы
| Характеристики                 | фенотип    |
| ------------------------------ | ---------- |
| Жизнеспособность Homozygote    | Норма      |
| Плодородие                     | Норма      |
| Вес тела                       | Норма      |
| Тревога                        | Норма      |
| Неврологическое обследование   | Норма      |
| Сила хватания                  | Норма      |
| Горячая пластина               | Норма      |
| Дисморфология                  | Норма      |
| Непрямая калориметрия          | Норма      |
| Тест толерантности к глюкозе   | Норма      |
| Отклик ствола мозга            | Норма      |
| ДЭРА                           | Норма      |
| Рентгенография                 | Норма      |
| Температура тела               | Норма      |
| Морфология глаз                | Норма      |
| Клиническая химия              | Норма      |
| Гематология                    | Норма      |
| Лимфоциты периферической крови | Аномальный |
| Тест микроядер                 | Норма      |
| Вес сердца                     | Норма      |
| Tail epidermis wholemount      | Аномальный |
| Гистопатология кожи            | Normal     |
| Гистопатология мозга           | Normal     |
| Гистопатология глаз            | Норма      |
| Citrobacter infection          | Normal     |
| Все тесты и анализы от         |            |

Модельные организмы были использованы при исследовании функций IRF1. Условная линия нокаутных мышей, называемая Irf1tm1a(EUCOMM)Wtsi, была создана в рамках международной программы консорциума Нокаутная мышь - большой мутагенезный проект для создания и распространения модельных животных для изучения болезней заинтересованными учёными - в институте Сенгера.
Самцы и самки животных прошли стандартное  фенотипическое обследование, чтобы определить влияние удаления. Двадцать пять испытаний были проведены и два фенотипических параметра оказались аномальными. Гомозиготные мутантные животные имели патологию лимфоцитов периферической крови, в частности, уменьшение числа CD8-положительных Т-клеток и  NK клеток  и увеличение CD4-положительных Т-клеток. Мыши также имели аномалии фенотипа кожного покрова, определённого изучением хвостового эпидермиса.

## Взаимодействия
IRF1 было показано, взаимодействуют с:
- CHIP[17]
- GAGE[18]
- HSP70 / HSP90[19]
- IRF8[20][21]
- KPNA2[22]
- MYD88[23]
- PCAF[24]
- STAT1[25]
- TAT[26]
- VEGFR2[27]